# 相模原市横山公園野球場
相模原市横山公園野球場（さがみはらしよこやまこうえんやきゅうじょう）は、神奈川県相模原市中央区の横山公園にある野球場。施設は相模原市が所有し、横山公園グループパートナーズが運営管理を行っている。通称は横山球場。

## 施設概要
- 両翼：91m、中堅：115m
- 内野：土、外野：天然芝
- 収容人員：5,190人 （内野固定ベンチ2,190人、外野芝生3,000人）
- スコアボード：得点、チーム名、守備位置表示部＝電光式、その他＝パネル式
  - スコアボードにある時計も電光式で、球場使用時にスコアボードを使用しない時でも点灯される。
- かつては硬式野球にも使われたが、現在は硬式の試合は使用不可で、軟式野球とソフトボールには使うことはできる。

## 交通
- JR相模線上溝駅下車徒歩7分
- JR横浜線
  - 『相模原駅南口』バス停より
    - 神奈中バス[相17]系統「水郷田名」行（「田名バスターミナル」経由）『グリーンプール入口』下車徒歩1分
    - 神奈中バス『上溝』・『星ヶ丘住宅前』下車徒歩7分

  - 『淵野辺駅南口』バス停より神奈中バス『上溝』下車徒歩7分